# Université technique de génie civil de Bucarest
L'Université technique de génie civil de Bucarest est une université publique de Bucarest, en Roumanie, fondée en 1864.